# Napeanthus costaricensis
Napeanthus costaricensis là một loài thực vật có hoa trong họ Tai voi. Loài này được Wiehler mô tả khoa học đầu tiên năm 1977.